# Воронченко, Александр Авксентьевич
Александр Авксентьевич Воронченко (бел. Аляксандр Аўксенцевіч Варончанка; 14 февраля 1905, Чериков, Могилевская губерния, Российская империя — 29 октября 1937, Минск, БССР) — советский белорусский государственный деятель, Нарком просвещения БССР (1937).

## Биография
Родился 14 февраля 1905 года в г. Чериков Могилевской губернии в крестьянской семье.
В 1934 году окончил Белорусский политехнический институт.
Вступив в ряды комсомола в 1921 году, он возглавил первичную комсомольскую ячейку и стал бойцом отряда ЧОН и участвовал в сборе продовольственных ассигнований и изъятии церковных ценностей. В сентябре 1923 года по решению Чериковского райкома ВЛКСМ и комитета ВКП(б) был направлен в Новоельнинскую волость Чериковского уезда на должность волостного организатора ВЛКСМ, где проработал до сентября 1924 года. Участвовал в борьбе с бандитизмом, вел общественную работу: избирался в состав исполкома на съезде волостных Советов, работал по совместительству заместителем председателя волостного исполкома. С сентября 1924 года направлен на работу секретарем Хотимского райкома ЛКСМБ. В сентябре 1925 года назначен заведующим организационным отделом Калининского окружного комитета ЛКСМБ.
Из крестьянской семьи. Окончил Белорусский политехнический институт (1934).
Осенью 1926 года работал в Минске инструктором ЦК ЛКСМБ, а с 15 ноября 1926 года по 3 октября 1928 года был секретарем Оршанского окружного комитета ЛКСМБ.
В октябре 1928 года был направлен на партийную работу: с 3 октября 1928 года по февраль 1929 года занимал должность секретаря Мстиславского райкома КП(б)Б. В 1929 году был переведен на работу в ЦК КП(б)Б на должность заместителя заведующего отделом агитации и пропаганды. В декабре 1932 года направлен на работу секретарем райкома КП(б)Б Старобинского района.
С ноября 1935 года — заведующий агитационно-массовым отделом Минского горкома КП(б)Б, с 1936 года — секретарь Кагановичского райкома КП(б)Б г. Минска. В 1937 году — Народный комиссар просвещения БССР.
Арестован 3 августа 1937 года в Минске по адресу: ул. Володарского, д. 28. Приговором внесудебного органа НКВД от 28 октября 1937 года как «активный участник антисоветской террористической, шпионско-диверсионной организации, созданной в пользу поляков» осужден к высшей мере наказания с конфискацией имущества. Расстрелян в ночь с 29 на 30 октября 1937 года. Реабилитирован Военной коллегией Верховного Суда СССР 16 мая 1957 года. Личное дело В. № 10308-с хранится в архиве Комитета государственной безопасности Республики Беларусь.
Кандидат в члены ЦК КП(б)Б (1925—1926), член ЦК КП(б)Б (1926—1937), член бюро ЦК КП(б)Б (1937). Делегат X, XI, XII, XII, XV, XVI съездов КП(б).
Был женат, имел двоих сыновей.